# El Diablo
El Diablo (стилизовано как el Diablo; с исп. — «Дьявол») — сингл с четвёртого студийного альбома Machine Gun Kelly, Hotel Diablo. Был выпущен 31 мая 2019 года. Песня была написана Machine Gun Kelly и спродюсирована Nils и Ronny J, которые продюсировали дисс-трек Келли «Rap Devil».

## Клип
Музыкальное видео срежиссировали Снаффи NYC и Jimmy Regular. Оно было выпущено 25 июля 2019 года. В нём MGK ведёт свою машину в пустыне.

## Отзывы
Некоторые издания сравнивали «El Diablo» с «Rap Devil» от Machine Gun Kelly, учитывая, что оба трека были спродюсированы Ronny J. Песня получила положительный отклик благодаря своему разнообразию и отличию от других.